# Spododes unifacta
Spododes unifacta là một loài bướm đêm trong họ Geometridae.